# Thomas Doll
Thomas Doll (Malchin, 9 de abril de 1966) es un exfutbolista y actual entrenador alemán sin equipo tras dejar el APOEL FC de la Primera División de Chipre. Doll formó parte de las dos selecciones alemanas: 29 partidos con la Alemania Oriental y 18 con la Alemania Unificada, jugando su último partido internacional en 1993.

## Jugador
Doll comenzó su carrera con en el modesto equipo del BSG Lokomotiv Malchin, antes de jugar en la primera división DDR-Oberliga de la RDA en el Hansa Rostock. En 1986 fue traspasado al Dynamo de Berlín, el club apoyado por la Stasi, donde ganó dos títulos, en 1987 y en 1988. Tras la Reunificación alemana Doll fue uno de los jugadores más solicitados para salir de la antigua RDA, y fue contratado por el Hamburgo SV en 1990. Solamente estuvo una temporada porque llegó a destacar lo suficiente como para fichar por la Lazio italiana, percibiendo una ficha récord de 15 millones de marcos.
Jugó en la Lazio durante tres años. En 1994 volvió a la Bundesliga, esta vez al Eintracht Fráncfort, pero sufrió muchas lesiones en las dos temporadas que estuvo, llegando a jugar sólo 28 encuentros. Después de dos años en Italia jugando en el Bari, regresó al Hamburgo SV en 1998, jugando las tres últimas temporadas de su carrera, periodo en el que reaparecieron las lesiones. Finalizó su carrera futbolística en 2001.

### Selección nacional
Formó parte de la Selección de fútbol de Alemania que logró un subcampeonato en la Eurocopa de Suecia '92. En total convirtió 8 goles en 47 partidos internacionales.

## Entrenador

### Hamburgo SV
Después de colgar las botas, pasó al cuerpo técnico del Hamburgo, dirigiendo al equipo reserva desde 2002 hasta ser nombrado entrenador del primer equipo en 2004.
Tuvo éxito en sus inicios como entrenador del Hamburgo, salvando al equipo del descenso a la 2. Bundesliga en su primera temporada, ganando la Intertoto, llevando al club al tercer puesto de la temporada 2005/06 y accediendo a la Champions League en su segundo curso en el banquillo del Imtech Arena. Sin embargo, la temporada 2006-07 fue muy diferente. El equipo tuvo un rendimiento muy bajo en la Liga de Campeones, donde ganó sólo un partido de los seis de la liguilla y quedó eliminado, y en la Bundesliga se descolgó en la tabla, quedando en puestos de descenso en mitad de la temporada. Thomas Doll fue despedido por el Hamburgo S.V. el 1 de febrero de 2007.

### Borussia Dortmund
El 13 de marzo de 2007, uno de los grandes de la Bundesliga, el Borussia Dortmund, lo contrató para cubrir el hueco en el banquillo del retirado Jürgen Röber. El objetivo era salvar al Borussia del descenso, empezando a dirigir al equipo en la jornada 26. Tras la victoria contra el VfL Wolfsburgo, pudo conseguir la permanencia del Borussia en la Bundesliga 2006/07.
A mediados de la temporada 2007/08, estando el Borussia en la décima plaza, la directiva anunció la extensión de su contrato por dos años más. Sin embargo, el 19 de mayo de 2008, Doll dimitió como entrenador del Borussia Dortmund después de que el equipo alemán terminara en una decepcionante 13.ª posición en la Bundesliga.

### Al-Hilal

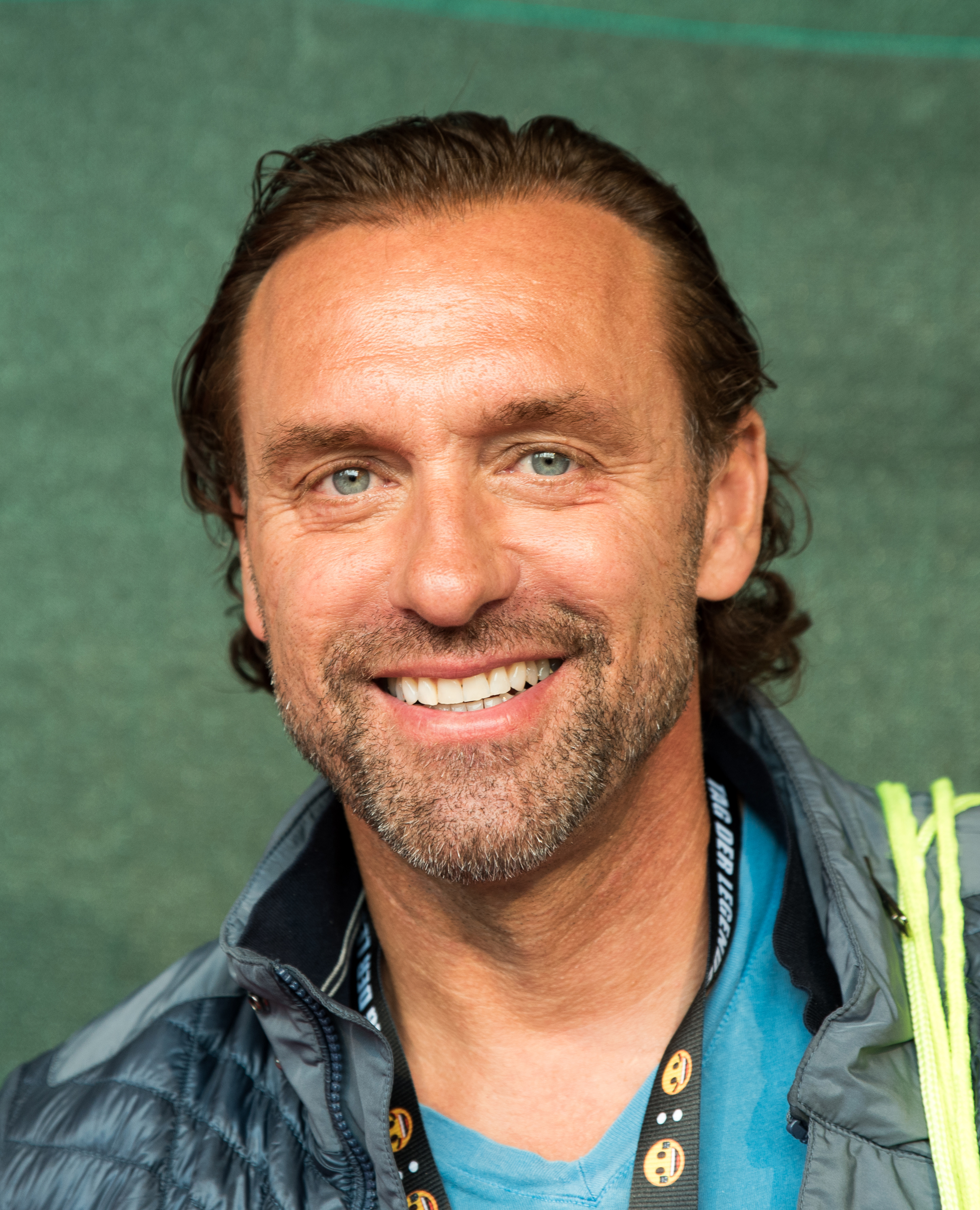
Doll en 2016

El 20 de julio de 2011, fue nombrado director técnico del equipo campeón de Arabia Saudita, el Al-Hilal, después de unos exitosos 6 meses en el club árabe. El 22 de enero de 2012 renunció al puesto, alejándose del fútbol un tiempo.

### Ferencvárosi TC
Tras un año inactivo, el 18 de diciembre de 2013 firmó un contrato para entrenar al equipo húngaro Ferencvárosi TC. Ocupó dicho cargo hasta el 21 de agosto de 2018.

### Hannover 96
El 27 de enero de 2019, fue confirmado como nuevo entrenador del Hannover 96. Abandonó el club al término de la temporada, una vez consumado el descenso a la 2. Bundesliga.

### APOEL FC
El 15 de agosto de 2019, se convirtió en el técnico del equipo chipriota. Sin embargo, fue despedido el 9 de diciembre.

## Vida personal
Doll tiene dos hijas: una con su actual esposa, nacida en Italia, Roberta, la otra con su exesposa ahora casada con otro exfutbolista alemán, Olaf Bodden.